# Kelly Trump
Pour les articles homonymes, voir Trump.
 (janvier 2017).
Si vous disposez d'ouvrages ou d'articles de référence ou si vous connaissez des sites web de qualité traitant du thème abordé ici, merci de compléter l'article en donnant les références utiles à sa vérifiabilité et en les liant à la section « Notes et références ».
Nicole Heyka, née le 27 août 1970 à Bottrop, en Allemagne de l'Ouest, est connue pour avoir été une actrice pornographique allemande.

## Biographie
Elle est d'abord assistante dans un cabinet dentaire puis elle se lance dans le striptease. En 1994, un de ses amis lui demande si elle est tentée par le mannequinat (nue) et l'industrie pornographique. Elle reçoit alors une demande pour jouer dans un film tourné dans les Antilles. C'est seulement après le casting qu'elle découvre que le film, Dangerous Dreams, est un film pornographique. Elle décide pourtant de continuer et c'est ainsi que commence sa carrière dans la pornographie. 
Elle tourne dans des films X allemands, dont German Beauty (un remake X du film American Beauty), Eiskalte Engel (Ice-Cold Angels), les séries 00Sex (inspiré par James Bond) et Ariella the Mermaid. Elle travaille à plusieurs reprises en Italie pour Joe d'Amato. Elle tourne aussi dans quelques productions américaines, notamment pour le studio Wicked Pictures.
Kelly Trump apparait en 2002 dans la vidéo Ramp! The Logical Song de Scooter et en 2008 dans la chanson Bad Boy du rapper allemand Kollegah.
En 2004, elle joue le rôle de Lisa dans le film Une famille allemande. Elle écrit son autobiographie Porno – Ein Star packt aus.
En 2005, Kelly Trump est animatrice dans une émission sur RTL. Elle participe à plusieurs talk-shows dont Riverboat, Wa(h)re Liebe, Die Harald Schmidt Show et télés-réalités comme Un dîner presque parfait sur la chaîne VOX en 2009/2010 et le Fort Boyard allemand en 2011.

## Récompenses
- 2001 : Venus Awards de la meilleure actrice allemande
- 1999 : Venus Awards de la meilleure actrice allemande
- 1997 : Venus Awards de la meilleure actrice allemande
- 1997 : Meilleure actrice au Festival international de l'érotisme de Bruxelles
- 1995 : Meilleure actrice au Festival international de l'érotisme de Bruxelles

## Filmographie sélective
Classiques
- 1997 : Un cas pour deux (Ein Fall für zwei)
- 2002 : Wie die Karnickel de Ralf König
- 2003 : Mädchen Nr. 1
- 2003 : Unter Uns
- 2004 : Agnes und seine Brüder (Une famille allemande)
- 2004 : Alles Atze
- 2006 : Kinder der Nacht 2
- 2008 : Niedrig und Kuhnt – Kommissare ermitteln

Filmographie X
- Kelly in der Sexfalle (2002)
- Meine versaute Zwillingsschwester (2000)
- Supergirl: Titten aus Stahl (1999)
- Anal Palace de Joe D'Amato (1999)
- Forbidden Sex of the Kama Sutra de Joe D'Amato (1996)
- Anal Pussycat de Rex Borsky (1995)
- Bang City 1 - Kelly's Anal Gang Bang (1995)